# پرنسس نوکیا
دستینی نیکول فراسکوئری (به انگلیسی: Destiny Nicole Frasqueri) (متولد ۱۴ ژوئن ۱۹۹۲)، که بیشتر با نام هنری خود پرنسس نوکیا (به انگلیسی: Princess Nokia) شناخته می‌شود، خواننده رپ اهل ایالت متحده است. او اولین آلبوم استودیویی خود، Metallic Butterfly، را در سال ۲۰۱۴ منتشر کرد.

## اوایل زندگی
فراسکوئری از بومیان آفریقا است، و از نژاد پورتوریکو است. وقتی فراسکوئری ده ساله بود، مادرش را به دلیل ایدز از دست داد. او بین نه تا شانزده سالگی تحت مراقبت مادرخوانده‌اش بود و در این مدت با وی از نظر جسمی بدرفتاری می‌کرد. پس از آنکه فراسکوئری خانه را ترک کرد، به ملاقات مادربزرگش رفت. او متعاقباً شروع به نوشتن رپ کرد. فراسکوئری در آن زمان در اطراف شرق هارلم و ناحیه پایین شرقی شهر نیویورک زندگی می‌کرد.

## حرفه

### اولین آلبوم استودیویی و اولیه (۲۰۱۰–۲۰۱۸)
فراسکوئری اولین آهنگ خود را با نام "Destiny" در سال ۲۰۱۰ ضبط کرد و در اواسط سال ۲۰۱۲ آن را با نام Wavy Spice در صفحه SoundCloud و کانال یوتیوب خود منتشر کرد. متعاقباً، فراسکوئری قطعه دوم خود، "Bitch I'm Posh" را منتشر کرد. فراسکوئری سپس YAYA (یایا کلمه ای تاینو است) به عنوان تفسیر برداشت‌های تاریخ استعمار منتشر کرد. Frasqueri همچنان به انتشار تک آهنگ‌هایی مانند Dragons، قطعه ای الهام گرفته از بازی تاج و تخت، Honeysuckle و Vicki Gotti ادامه داد تا اینکه تغییر نام خود به Princess Nokia. ادعاهای Frasqueri شاهزاده نوکیا است همزاد، که او با آهنگ «نوکیا» معرفی شده‌است. Frasqueri آلبومی به نام Metallic Butterfly را در ۱۲ مه ۲۰۱۴ منتشر کرد و اولین بار در Vice و Soundcloud پخش شد. در ۸ سپتامبر ۲۰۱۷، او اولین آلبوم استودیویی خود، 1992 Deluxe , که نسخه گسترده‌ای از مخلوط ۲۰۱۶، ۱۹۹۲ بود. آن را در شماره ۲۵ در اوج خود رسید بیلبورد ' Heatseekers آلبوم نمودار. NME آن را به عنوان ۳۲ امین آلبوم ۲۰۱۷ معرفی کرد.
نوکیا اولین نمایش رادیویی خود را در رادیو Beats 1 اپل در تاریخ ۱۸ فوریه ۲۰۱۸ آغاز کرد. قسمت‌ها هر یکشنبه دیگر پخش می‌شد و به شنوندگان اجازه می‌داد تا با عملکردهای درونی ذهن نوکیا آشنا شوند. این مجموعه در مجموع دارای شش قسمت با عنوان «صداهایی در سر من با پرنسس نوکیا» است. در سپتامبر ۲۰۱۸، وی برای تبلیغ عطر جدید خود، Mutiny، به عنوان یکی از شش سفیر توسط Maison Margiela انتخاب شد. در دسامبر ۲۰۱۸، نوکیا «نسخه بازسازی شده و گسترش یافته» آلبوم Metallic Butterfly را منتشر کرد که شامل سه آهنگ جایزه جدید است. در همان سال، او میکسپیپی با عنوان دختری سرخ گریه کرد. استفانی فرناندز از NPR آن را بیانگر تطبیق پذیری هنری و احساسی فراسکوئری دانست و نحوه «پیشی گرفتن از آنها» را ستود.

### Everything sucks and Everything is Beautiful (2019 تا به امروز)
در سال ۲۰۱۹، او اولین بازی خود را به عنوان بازیگر در فیلم مستقل Angelfish انجام داد. در سپتامبر ۲۰۱۹، او آهنگی را با عنوان "Sugar Honey Iced Tea (SHIT)" منتشر کرد. این توصیف به عنوان «یک bouncy، توانمند کننده bop ساخته شده در مورد اشعار متنفر در مورد دشمنان نوکیا است.» در فوریه ۲۰۲۰، نوکیا دو آلبوم منتشر کرد: Everything Suckks and Everything Beautiful. پیچفورک Everything Suck را به عنوان "انزجار ملخ، بی قرار و عصبانی" توصیف کرد و " همه چیز زیبا " را در مقایسه با مورد اول "گرم و گسترده" دانست.

## هنر
سبک موسیقی نوکیا «آزمایشی» و «مشتاقانه بین ژانرهایی مانند رپ، سول، راک و هاوس شناور است» توصیف شده‌است. او از خوانندگان رپ MC Lyte و Queen Latifah، گروه دختران TLC و همچنین گروه‌های موسیقی متال Korn و Slipknot به عنوان تأثیر موسیقی نام برد. نوکیا همچنین فرهنگ‌های هاردکور، پانک و ریف را به عنوان تأثیرگذاری بر عملکرد وی ذکر می‌کند.

## زندگی شخصی

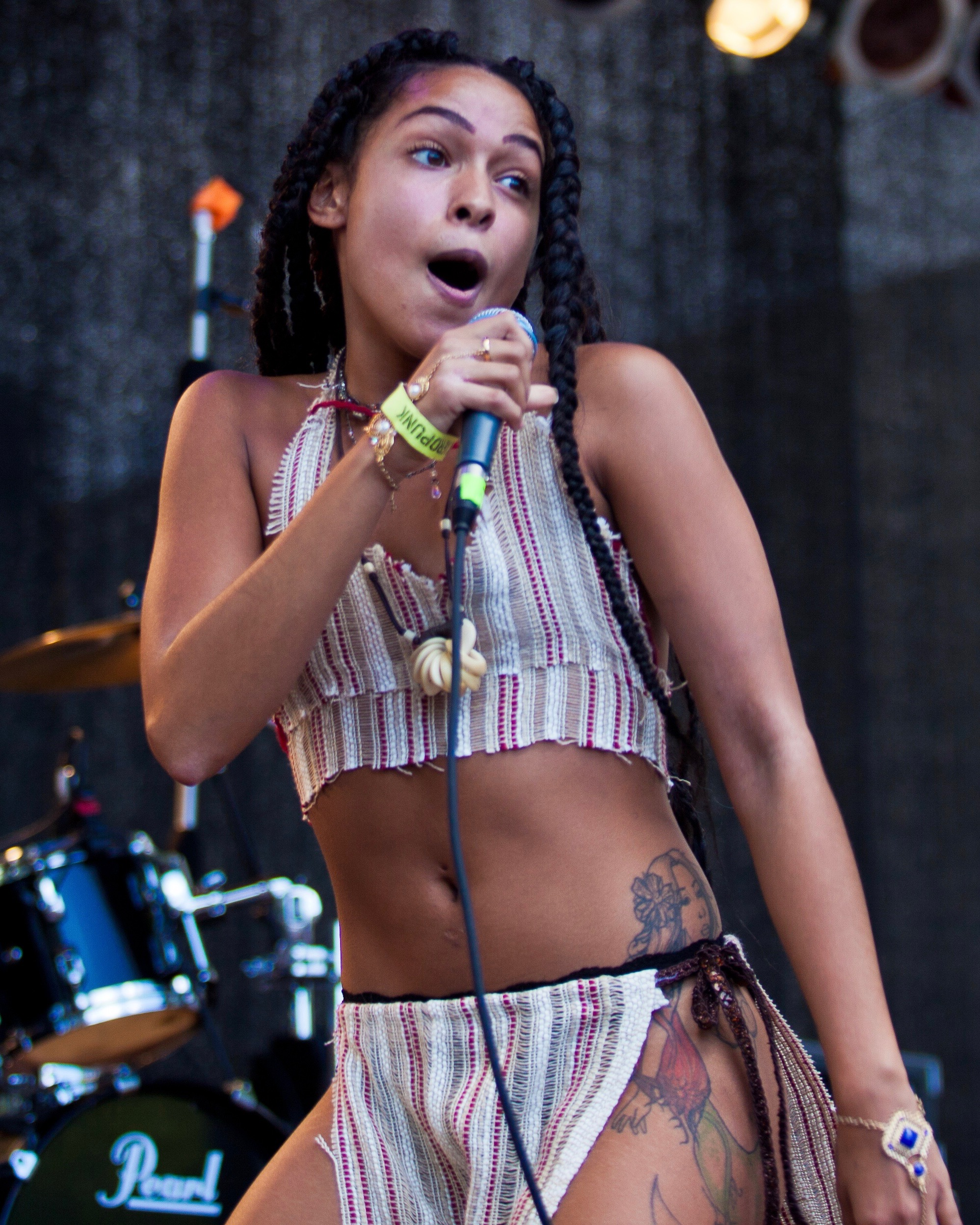
دستینی نیکول فراسکوئری در سال 2014

شناسایی Frasqueri به عنوان دو جنس گرا و در مصاحبه با گذشته مانند اعلام کرده‌است و همچنین در مورد چگونگی در حال رشد در نزدیکی صحبت عجیب و غریب جامعه از شهر نیویورک، بخش مهمی از زندگی او بود. مراحل ابتدایی موسیقی موسیقایی پرنسس نوکیا با اجرای محبوبیت در صحنه زندگی شبانه همجنس گرایان از طریق بازی در کلوپ‌های همجنسگرایان آغاز شد. او همچنین به عنوان یک شخص غیر مطابق با جنسیت شناخته می‌شود و هم از آنها و هم از ضمایر خود استفاده می‌کند.
فراسکوئری از طرفداران سرسخت فمینیسم است و باشگاه دختران هوشمند را با میلا لیبین تأسیس کرد، پادکستی که در آن از زندگی سالم و فمینیسم شهری بحث می‌کند. او یکی از پزشکان سانتریا است، و تجربه شخصی خود را با بصیرت و معنویت به اشتراک گذاشته‌است که آنها موسیقی خود را با آن دم می‌کنند.
در سال ۲۰۱۷، فراسکوئری با مشت به یکی از خوانندگان کنسرت مرد در دانشگاه کمبریج کوبید که به گفته او «فحاشی‌های کثیف» را برای او بیان می‌کرد. وی بعداً به جمعیت گفت که «این چیزی است که شما می‌کنید وقتی یک پسر سفیدپوست به شما بی‌احترامی می‌کند». در اواخر همان سال، ویدئویی از Frasqueri که در حالی که در سفر با مترو به بروکلین بود ، سوپ داغی به صورت یک مرد می‌انداخت، ظاهر شد. وی در پاسخ به این حادثه گفت که این مرد «گروهی از پسران نوجوان» را شرور نژادی خواند و «همه در قطار از او حمایت کردند».

## ترانه‌شناسی

### آلبوم‌های استودیویی
- Metallic Butterfly (2014)
- ۱۹۹۲ لوکس (۲۰۱۷)
- Everything Sucks (2020)
- Everything is Beautiful (2020)

### نمایشنامه‌های طولانی
- ۱۹۹۲ (۲۰۱۶)
- GOAT (2017)

### میکس‌تیپ
- Honeysuckle (2015، به عنوان سرنوشت)
- A Girl Cried Red (2018)

### حضور مهمان
- Ratking - "جودوی پورتوریکو" از So It Goes (2014)
- Mykki Blanco - "آرزو می‌کنی" از بهار / تابستان ۲۰۱۴ (۲۰۱۴)
- Ratking - "Steep Tech" from 700-Fill (2015)
- K. Michelle - "Outro" از Kimberly: The People I Used to Know (2017)
- Show Me the Body - "Spit" از Corpus I (2017)
- جاش پیشانی - "Fanta" از تابستان ۲۰۱۴ (۲۰۱۷)
- Silverstein - "Madness" from a Beautiful Place to Drown (2020)
- Ashnikko - "حزب خواب" از Demidevil (2021)

## جوایز و نامزدی‌ها

### جوایز GAFFA سوئد
Delivered since 2010, the GAFFA Awards (Swedish: GAFFA Priset) are a Swedish award that rewards popular music awarded by the magazine of the same name.

| سال  | نامزدی / اثر | جایزه                | نتیجه    | Ref.   |
| ---- | ------------ | -------------------- | -------- | ------ |
| ۲۰۱۸ | Themself     | Best Foreign New Act | نامزدشده | [ ۴۷ ] |

| Year | Nominee / work | جایزه                | نتیجه     | منبع   |
| ---- | -------------- | -------------------- | --------- | ------ |
| ۲۰۱۸ | Themself       | Best Foreign New Act | نامزد شدا | [ ۴۸ ] |